# Губа (затока)

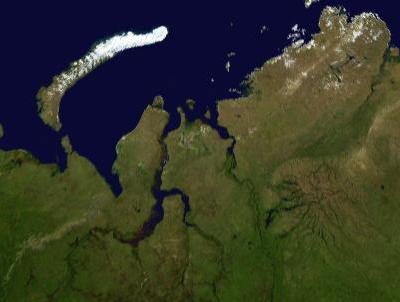
Супутниковий знімок Обської губи

Губá — назва морських заток і бухт з гирлом річки, які глибоко вдаються у суходіл. Поширена на Півночі та Далекому Сході Російської Федерації. Губи, як правило називають за назвою річки, що в неї впадає, наприклад: Невська губа, Обська губа, Єнісейська губа. В них розрізняють вершину (внутрішню, зазвичай звужену частину) і гирло (частина, що безпосередньо з'єднується з морем).
У таких затоках помітно виражений вплив річок: ложе вкрите річковими відкладами, вода сильно опріснена і колір її різко відрізняється від кольору морської води. На морях Північного Льодовитого океану більшу частину року вкриті кригою. 